# Lepus alleni
La lepre del deserto (Lepus alleni Maarns, 1890) è un mammifero lagomorfo della famiglia dei Leporidi. Deve il nome scientifico allo zoologo statunitense Joel Asaph Allen.

## Distribuzione
La specie è diffusa principalmente lungo la costa occidentale del Messico centro-settentrionale (stati di Sonora, Sinaloa e Nayarit), spingendosi a nord fino all'Arizona. Sull'isola di isola di Tiburón, nel golfo di California, è presente una sottospecie separata (Lepus alleni tiburonensis).

Il suo habitat naturale è costituito dalle aree aride con cespugli sparsi e la si trova sino a 1500 m.

## Descrizione

### Dimensioni
Misura fino a 65 cm di lunghezza, per un peso che sfiora 4 kg.

### Aspetto
Si tratta di un animale di grosse dimensioni rispetto ad altre specie di lepre, tuttavia ha una corporatura assai snella e slanciata. Spicca subito la grandezza della testa e soprattutto delle orecchie rispetto al corpo: queste ultime, lunghe fino a 18 cm, sono piatte ed allargate, riccamente vascolarizzate e quasi del tutto glabre, eccezion fatta per dei ciuffetti di pelo bianco sulla punta ed ai margini. Il pelo è giallo-bruno su dorso e testa e bianco su fianchi, ventre e coda: sul quarto posteriore e sui fianchi, i singoli peli sono striati di nero.

## Biologia
Visto l'ambiente di tipo desertico nel quale questi animali vivono, essi hanno sviluppato una serie di adattamenti mirati a meglio sopravvivere ai climi caldi, primo fra tutti le grandi orecchie, che permettono all'animale di disperdere velocemente ed a proprio piacimento (il flusso sanguigno può essere regolato volontariamente dall'animale) il calore in eccesso. Il pelo, di colore chiaro, è assai fitto ed isola eccellentemente il corpo. Inoltre, l'animale accelera il proprio metabolismo basale durante i mesi invernali e lo rallenta considerevolmente durante quelli estivi.

Pur trattandosi di animali solitari, non presentano territorialità. Nonostante siano tranquillamente in grado di muoversi anche durante le ore più torride senza subire danni, l'animale preferisce entrare in attività al crepuscolo: durante i mesi estivi, questo lagomorfo si costruisce dei ripari formati da un cumulo di erbe essiccate, oppure semplicemente si nasconde in un cespuglio od all'ombra di un grosso cactus.

L'abitudine di questi animali, se minacciati, di saltare sventolando il ciuffo di peli bianco che hanno sulla coda, ha fruttato loro il nome comune inglese di antelope jackrabbit, poiché tale comportamento è analogo a quanto registrato nell'antilocapra.

### Alimentazione
Si tratta di animali strettamente erbivori, che si nutrono di piante erbacee, foglie ed all'occorrenza di piante grasse: come molti animali adattatisi alla vita desertica, non hanno bisogno di bere, ma ricavano l'acqua di cui necessitano per vivere dal cibo. In alcuni casi, questi animali sono stati osservati praticare la geofagia.